# Rua Felipe Schmidt
A Rua Felipe Schmidt é uma rua do Centro de Florianópolis, Santa Catarina, a principal rua de comércio da capital catarinense.

## Histórico
A rua já existia no século XVIII, chamada de Rua da Fonte do Ramos, numa referência à carioca que existia no local onde hoje é o Largo Fagundes, que era o fim da rua na época. O prédio mais antigo da rua é a Igreja de São Francisco, cujas obras terminaram em 1803.
O nome da rua mudou muitas vezes: primeiro, para Rua dos Moinhos de Vento, por causa dos moinhos de beneficiamento de arroz existentes na região. Em 1817 mudou novamente, sendo chamada de Rua Bela até 1865, quando virou Rua Bela do Senado, depois do Senado e mais tarde da República. Felipe Schmidt, governador catarinense na década de 1910, passou a ser o nome definitivo a partir dos anos 1920.
Em 1928 o prefeito Mauro Ramos determinou o alargamento da via para dar vazão aos veículos, visto que a Felipe Schimidt passou a ligar a Praça XV de Novembro e região à parte mais alta, no chamado Bairro da Figueira, até a Ponte Hercílio Luz. O final da rua, na época, era no antigo cemitério da cidade, onde hoje é o Parque da Luz. Boa parte do patrimônio colonial se perdeu nesse alargamento.

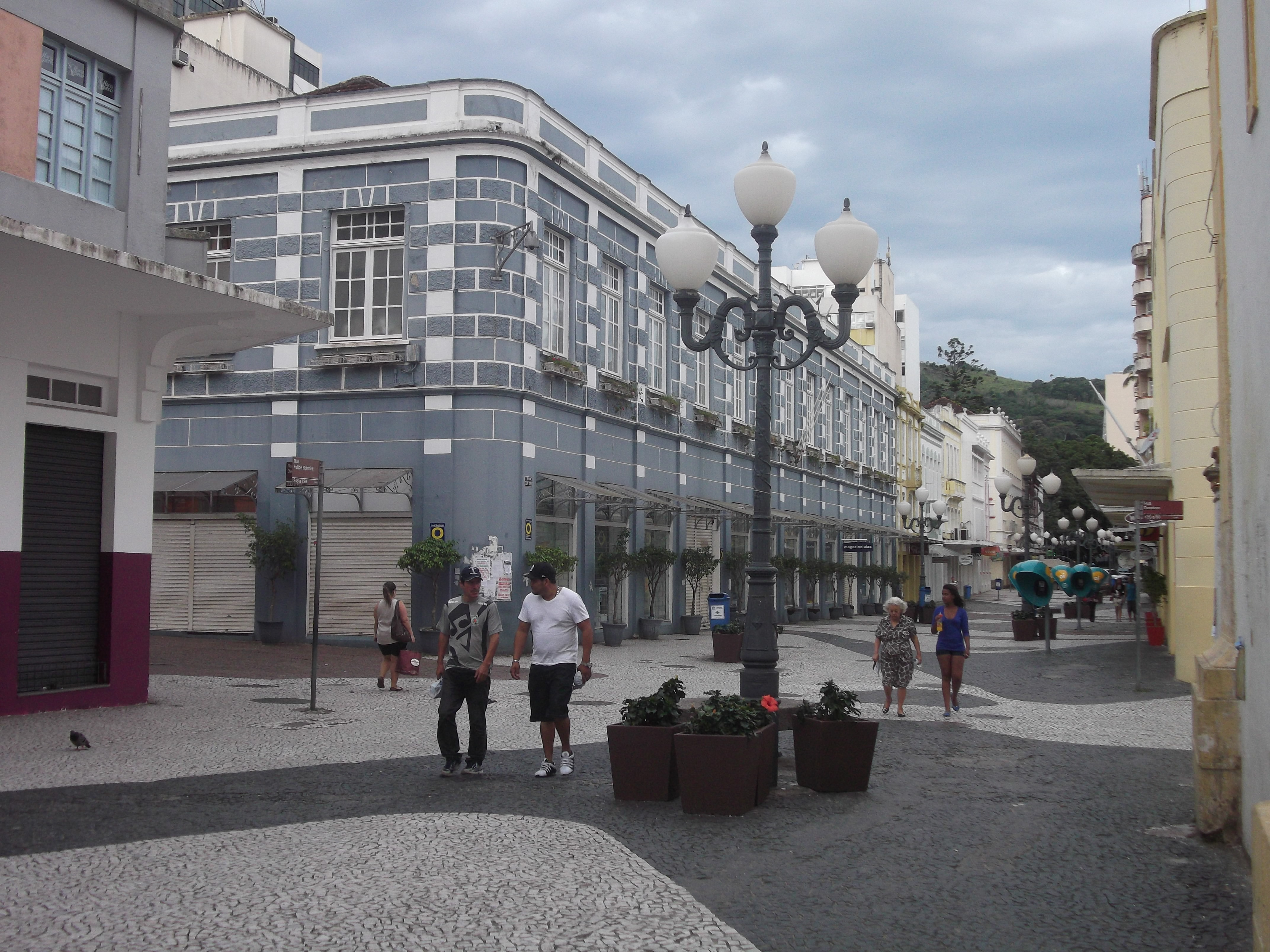
Rua Felipe Schmidt com pouco movimento durante um feriado.

Com o surgimento da Avenida Rio Branco e posteriormente o surgimento das novas pontes, a Felipe Schimdt perdeu parte do trafego de carros, e entre 1976 e 1977, na gestão do prefeito Esperidião Amin, o primeiro calçadão para pedestres é implantado entre a Praça XV e a Rua Jerônimo Coelho. 

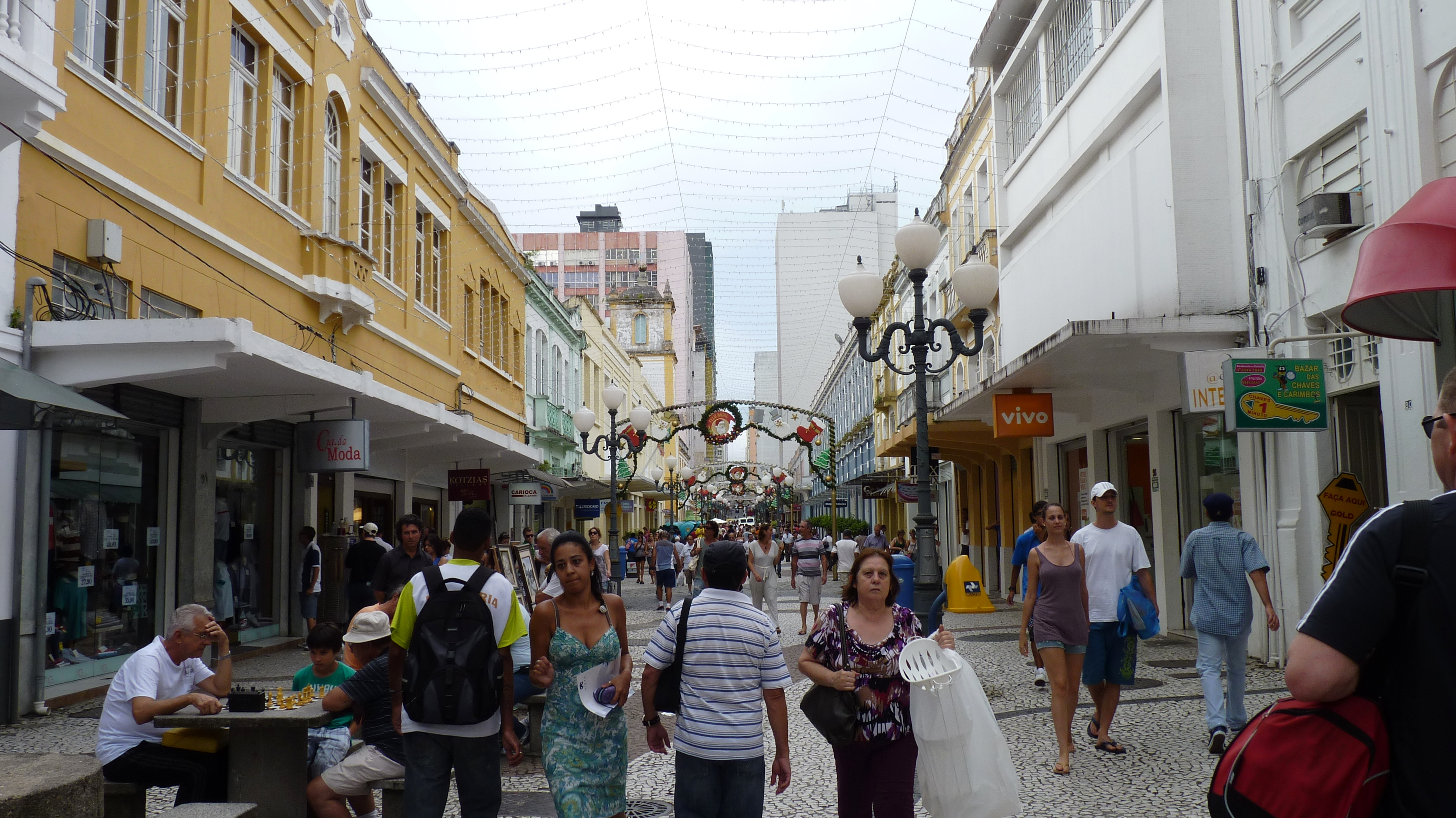
Movimentação de pedestres no Calçadão.

A rua fez e faz parte da história da cidade, com seus cafés, lojas e circulação de pessoas - desde cidadãos comuns a políticos e personalidades - e criando seus personagens próprios. Foi uma rua de bares e cafés muito frequentados pelos ilhéus e visitantes. O único que restou é o Ponto Chic ou Senadinho, na Esquina Democrática. Um dos famosos episódios da história catarinense aconteceu ali: a Novembrada, quando o então presidente João Figueiredo resolveu fazer o caminho entre o Palácio Cruz e Souza e a Esquina Democrática a pé, sob fortes protestos.

## Atualidade
A Rua Felipe Schmidt é considerada a principal rua de comércio de Florianópolis, em especial no trecho do calçadão, que hoje vai da Praça XV até a rua Álvaro de Carvalho. Nesse trecho ficam a famosa Esquina Democrática, no cruzamento com a rua Trajano, e também a Igreja de São Francisco e o Shopping ARS, além de outros comércios e serviços variados. Após isso, um trecho fechado para carros existe até a rua Sete de Setembro, e a partir dali ela permite a passagem de carros. A rua segue até a Beira Mar Norte, passando pelo Parque da Luz.